# Mozaikszók listája: K
Ezen a lapon a K betűvel kezdődő mozaikszók ábécé rend szerinti listája található. A kis- és nagybetűk nem különböznek a besorolás szempontjából.

## Lista: K
- KAC
  - KAC – Kispesti Atlétikai Club
  - KAC – Kolozsvári Atlétikai Club
- káem – körzeti megbízott (szleng)
- káemhá – körzeti megbízott helyettese (szleng)
- KB – Központi Bizottság vagy Külügyi Bizottság
- KBK – Különleges Biztonságú Körletrész
- kB – Kilobyte (1024 bájt)
- KDE – K Desktop Environment
- KE – Kaposvári Egyetem
- KEK – Kertészeti Egyetem Klubja
- Kermi – Kereskedelmi Minőségellenörző Intézet
- KF – Kecskeméti Főiskola
- kf – körzeti felügyelő
- Kft – korlátolt felelősségű társaság
- KGB – Комитет Государственной Безопасности (szovjet államvédelmi bizottság)
- KGST – Kölcsönös Gazdasági Segítség Társasága
- kht – közhasznú társaság
- KIP – Katathym Imaginatív Pszichoterápia
- KISZ – Kommunista Ifjúsági Szövetség
- KJF – Kodolányi János Főiskola
- KLM – Koninklijke Luchtvaart Maatshappij (Holland Királyi Légitársaság)
- KLTE – Kossuth Lajos Tudományegyetem
- km – kilométer
- KMP – Kommunisták Magyarországi Pártja
- KNDK – Koreai Népi Demokratikus Köztársaság
- KO – Knock Out (kiütés)
- KÖJÁL – Közegészségügyi-Járványügyi Állomás
- KöMaL – Középiskolai Matematikai Lapok
- KÖMI– Közérdekű Munkák Igazgatósága
- KNF – Konjunktív normálforma
- Közért – Községi Élelmiszer-kereskedelmi Rt.
- KRE – Károli Gáspár Református Egyetem
- KRESZ – Közlekedés Rendészeti Szabályzat
- KRF – Károly Róbert Főiskola
- KSH – Központi Statisztikai Hivatal
- Ksz – Kisipari szövetkezet
- KT Rt. – Kaposvári Tömegközlekedési Részvénytársaság
- Ktsz – Kisipari termelőszövetkezet
- KV – Köchel-jegyzékszám; Központi Vezetőség; Királyok völgye, Kliment Vorosilov harckocsik jelzése (KV–1, KV–2, KV–85)